# Beskid (759 m)
Beskid (759 m) – szczyt w głównym grzbiecie wschodniej części Beskidu Małego, zwanej Beskidem Andrychowskim lub Górami Zasolskimi. Znajduje się w tym grzbiecie pomiędzy Wielką Górą (Kocierz, 884 m) i Błasiakówką. Od Kocierza oddziela go płytkie i szeroki obniżenie Przełęczy Szerokiej. Grzbiet, w którym wznosi się Beskid oddziela dolinę Wielkiej Puszczy (po północnej stronie) od doliny Kocierzanki (po południowej stronie). W południowym kierunku opada z Beskidu krótki grzbiet oddzielający dwa źródłowe cieki Cisowego Potoku (dopływ Kocierzanki). Stoki północne są całkowicie porośnięte lasem, natomiast na południowym grzbiecie znajdujowała się duża polana Rafałówka, obecnie już zarośnięta lasem.
Nazwa Beskid dość często występuje w Karpatach, szczególnie zachodnich. Jest to nazwa ludowa, najczęściej oznaczająca grzbiet górski, wzniesienie lub górę, czasami także las, łąkę lub pole, ale na zboczu grzbietu lub góry. Zdarza się, że oznacza także potok lub osiedle, ale wówczas jest to nazwa przeniesiona z sąsiedniej góry czy grzbietu.
Przez szczyt Beskidu prowadzi szlak turystyczny. Jest on porośnięty bukowym lasem. Z niewielkiej polanki po zachodniej stronie Beskidu jest jednak fragmentaryczny widok na południową stronę. Niewielka i silnie już zarastająca jarzębinami polanka Szklanica znajduje się również na wschodnim grzbiecie Beskidu łączącym Beskid z Błasiakówką. Z grzbietu tego do doliny Wielkiej Puszczy schodzi droga leśna, a przy niej znajduje się baza harcerzy z Gliwic. Z bazy tej widok na Kocierz, Bukowski Groń, Porębski Wierch i Wielką Bukową.
Grzbietem Beskidu biegnie granica między wsiami Porąbka (stok północny) w powiecie bielskim i Łękawica (stok południowy) w powiecie żywieckim (obydwie w województwie śląskim).
Szlaki turystyczne
 Mały Szlak Beskidzki na odcinku: Żarnówka Mała – Żar – Kiczora – Przełęcz Isepnicka – Cisownik – Cisowe Grapy – Szeroka Przełęcz (Przysłop Cisowy) – Wielka Góra (Kocierz) – Przełęcz Szeroka – Beskid – Błasiakówka – Przełęcz Kocierska. Czas przejścia: 4:05 h, ↓ 3:30 h